# Sentier de l'Adour

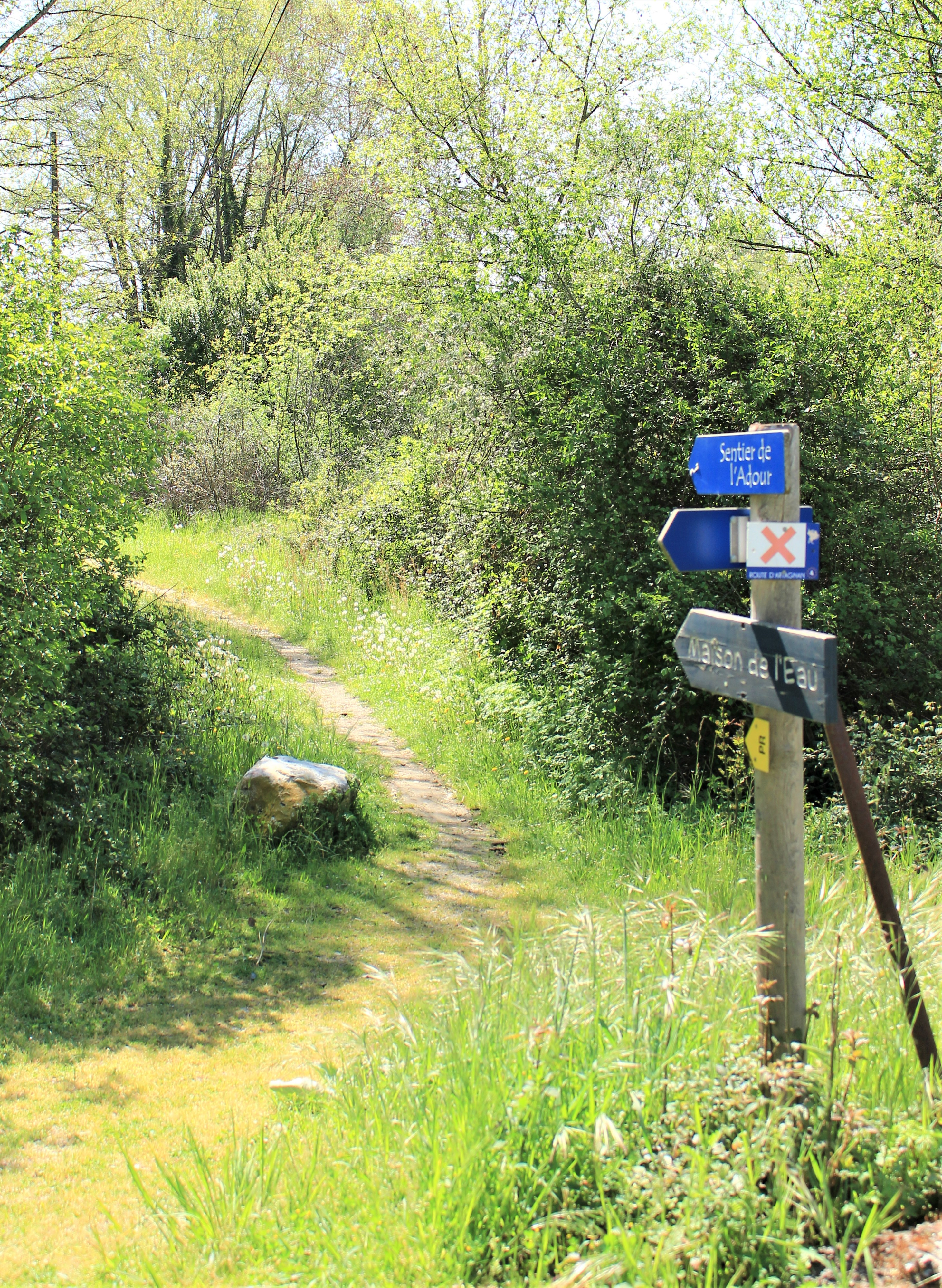
Balisage

Le sentier de l'Adour ou chemin de l'Adour est un itinéraire de randonnée long de 89 km accessible aux piétons, cavaliers et vététistes, entre Bazet (Hautes-Pyrénées) et Barcelonne-du-Gers (Gers), initié par le Pays du Val d'Adour et confié au syndicat mixte de Gestion Adour Amont.

## Situation
Le sentier de l'Adour est situé dans les départements des Hautes-Pyrénées et du Gers en région Occitanie.
C'est un itinéraire linéaire de 89 km, qui traverse les territoires dit de "Rivière-Basse" et "Bas-Armagnac",qui longe l'Adour, destiné à découvrir des lieux d'intérêts touristiques.
Il utilise les parcours de berges, les sentiers, les chemins ruraux et petites routes dans un esprit de valorisation de l'eau et de l' écotourisme. Il traverse des petites communes, avec des niveaux peu élevés, qui se situe entre le prolongement du CaminAdour au sud et la continuité du GR 65 au nord.
Le sentier est situé dans le bassin de l'Adour, au sein du bassin hydrographique Adour-Garonne au départ des lacs de Bours-Bazet au sud et le Léez (affluent de l'Adour) au nord.
C'est un parcours entièrement balisé à l'aide de panneaux bleus.

### Circuit

#### Communes traversées
- Bazet
- Aurensan
- Sarniguet
- Tostat
- Bazillac
- Artagnan
- Maubourguet
- Estirac
- Labatut-Rivière
- Hères
- Jû-Belloc
- Préchac-sur-Adour
- Galiax
- Tasque
- Cahuzac-sur-Adour
- Riscle
- Tarsac
- Saint-Mont
- Gée-Rivière
- Barcelonne-du-Gers

## Un itinéraire en 15 étapes
Le tracé est divisé en 15 parties de 2,2 km à 11,3 km où chacun peut y faire son circuit, ci-dessous indication du temps de parcours à pied.
| Numéro de l'étape | Lieu de départ    | Lieu d'arrivée     | Distance | Durée indicative |
| ----------------- | ----------------- | ------------------ | -------- | ---------------- |
| 1                 | Bazet             | Sarniguet          | 3,7 km   | 0.5 h            |
| 2                 | Sarniguet         | Bazillac           | 5,5 km   | 1.2 h            |
| 3                 | Bazillac          | Artagnan           | 8,5 km   | 2 h              |
| 4                 | Artagnan          | Maubourguet        | 11,3 km  | 2.3 h            |
| 5                 | Maubourguet       | Estirac            | 3,8 km   | 1 h              |
| 6                 | Estirac           | Labatut-Rivière    | 4,6 km   | 1 h              |
| 7                 | Labatut-Rivière   | Hères              | 5,5 km   | 1.15 h           |
| 8                 | Hères             | Jû-Belloc          | 3,1 km   | 0.45 h           |
| 9                 | Jû-Belloc         | Préchac-sur-Adour  | 3,1 km   | 0.45 h           |
| 10                | Préchac-sur-Adour | Cahuzac-sur-Adour  | 10,4 km  | 2.3 h            |
| 11                | Cahuzac-sur-Adour | Riscle             | 9,4 km   | 2.1 h            |
| 12                | Riscle            | Tarsac             | 2,2 km   | 0.3 h            |
| 13                | Tarsac            | Saint-Mont         | 5,1 km   | 1.1 h            |
| 14                | Saint-Mont        | Gée-Rivière        | 5,1 km   | 1.1 h            |
| 15                | Gée-Rivière       | Barcelonne-du-Gers | 7,1 km   | 1.4 h            |

- 1ère Étape du Sentier de l'Adour:

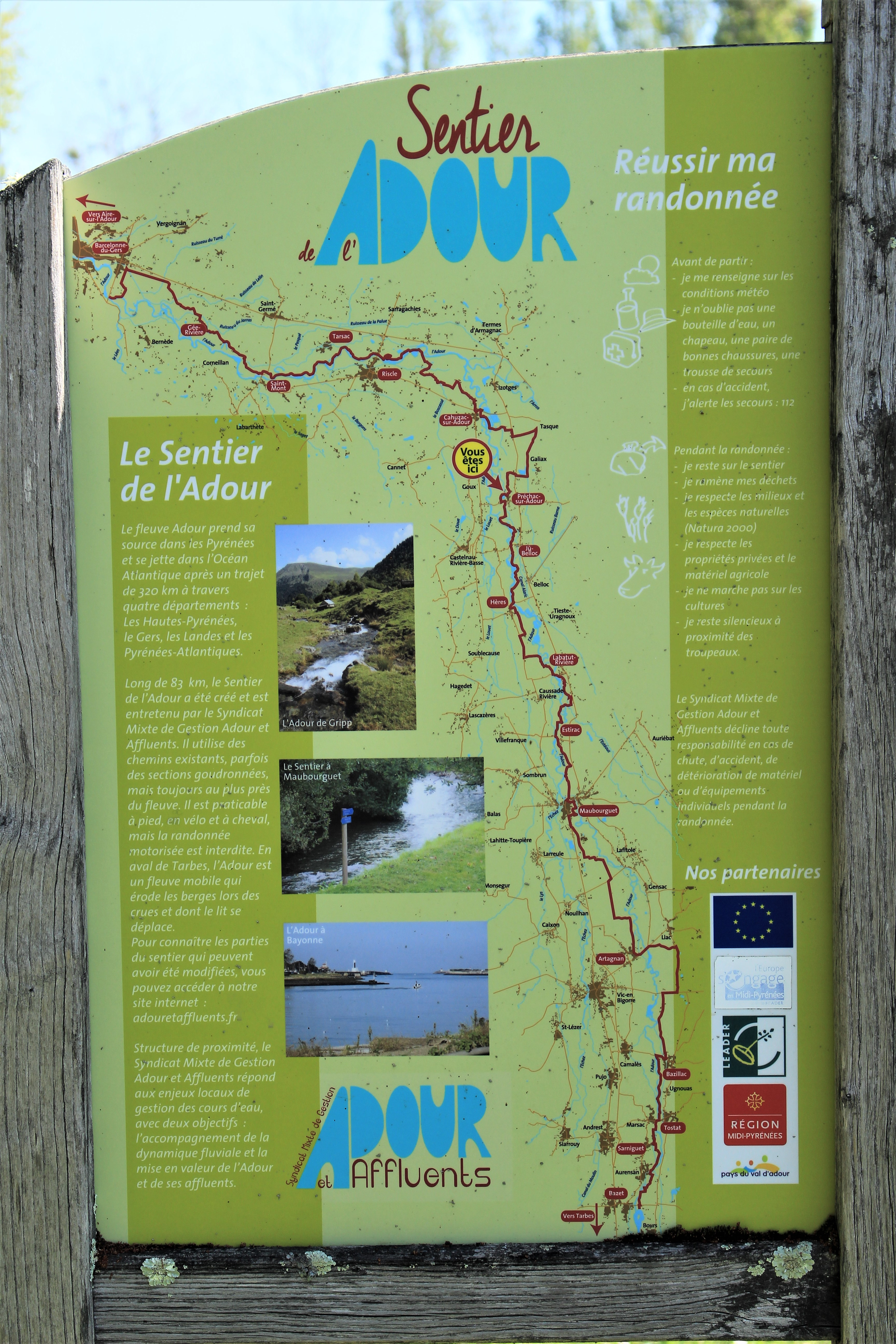
Panneau de l'itinéraire total

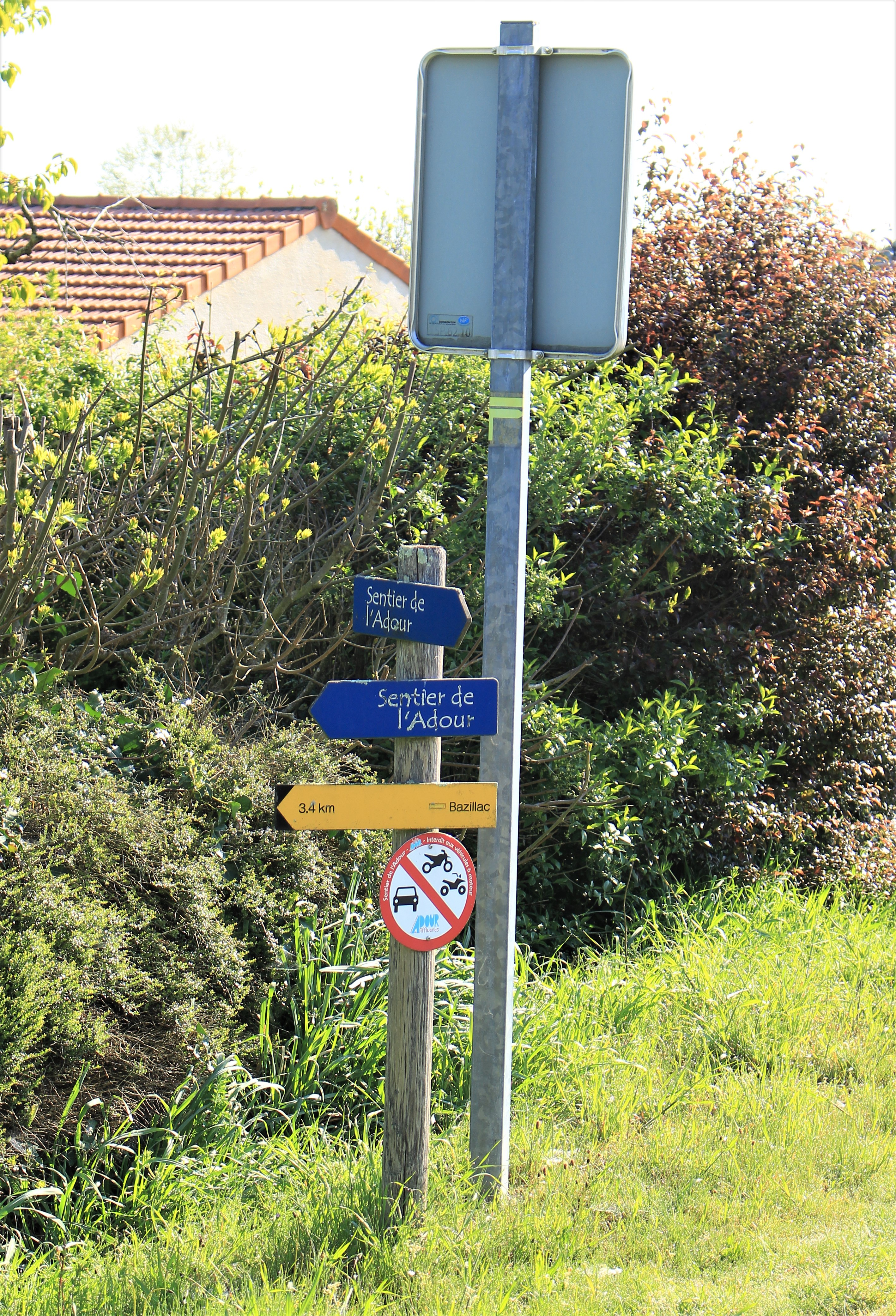
Panneau de balisage

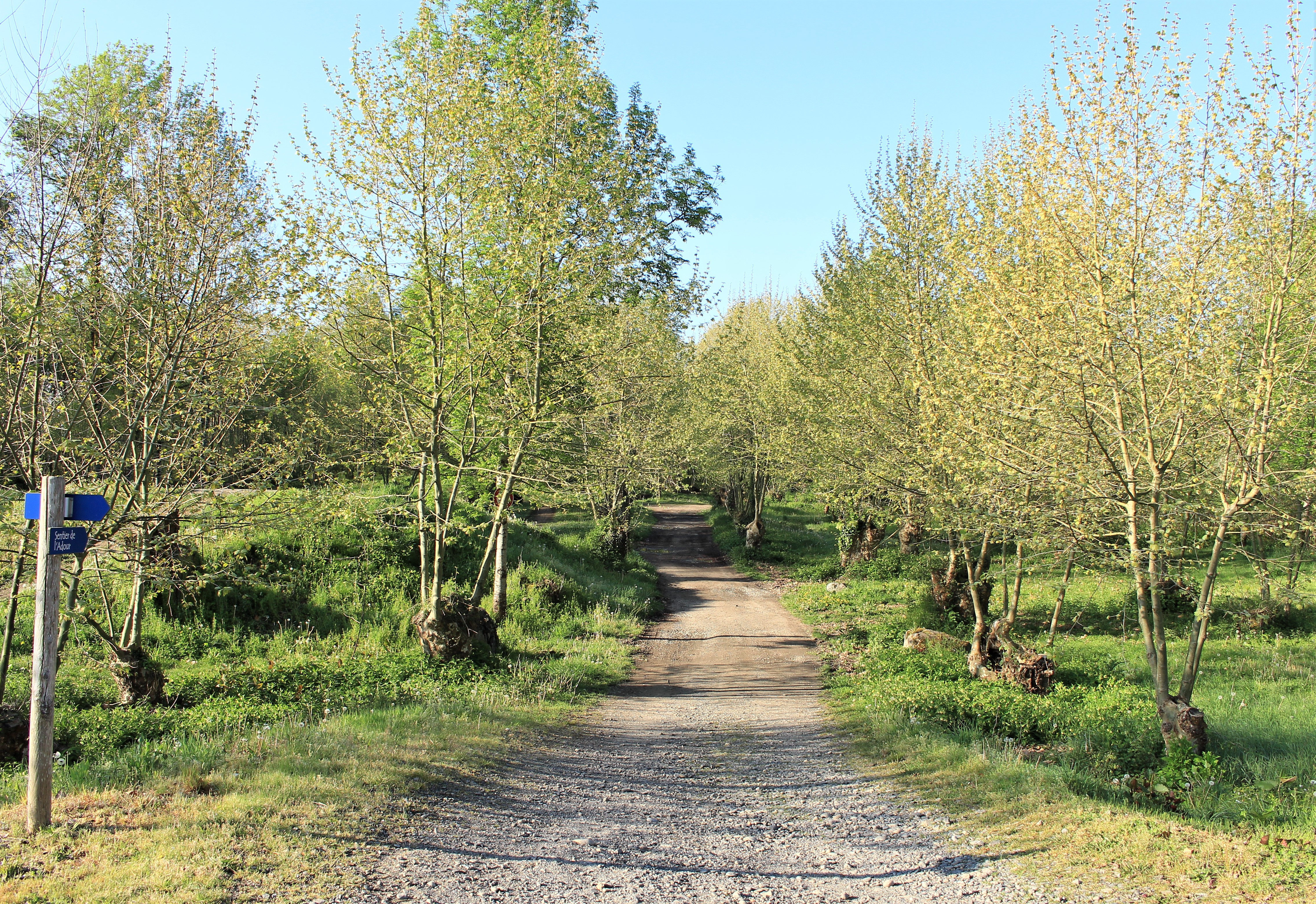
Sentier à Aurensan

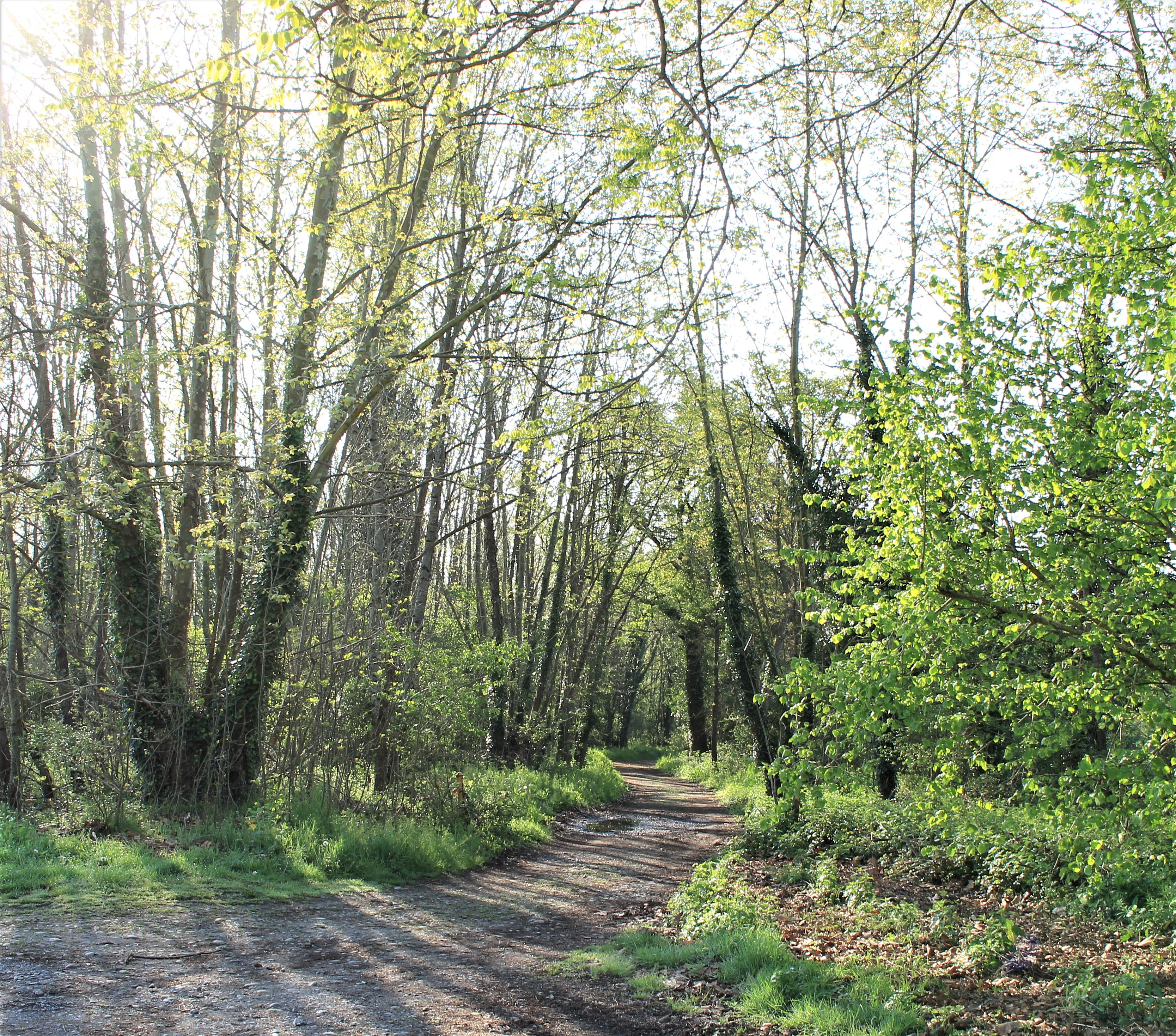
Sentier à Sarniguet

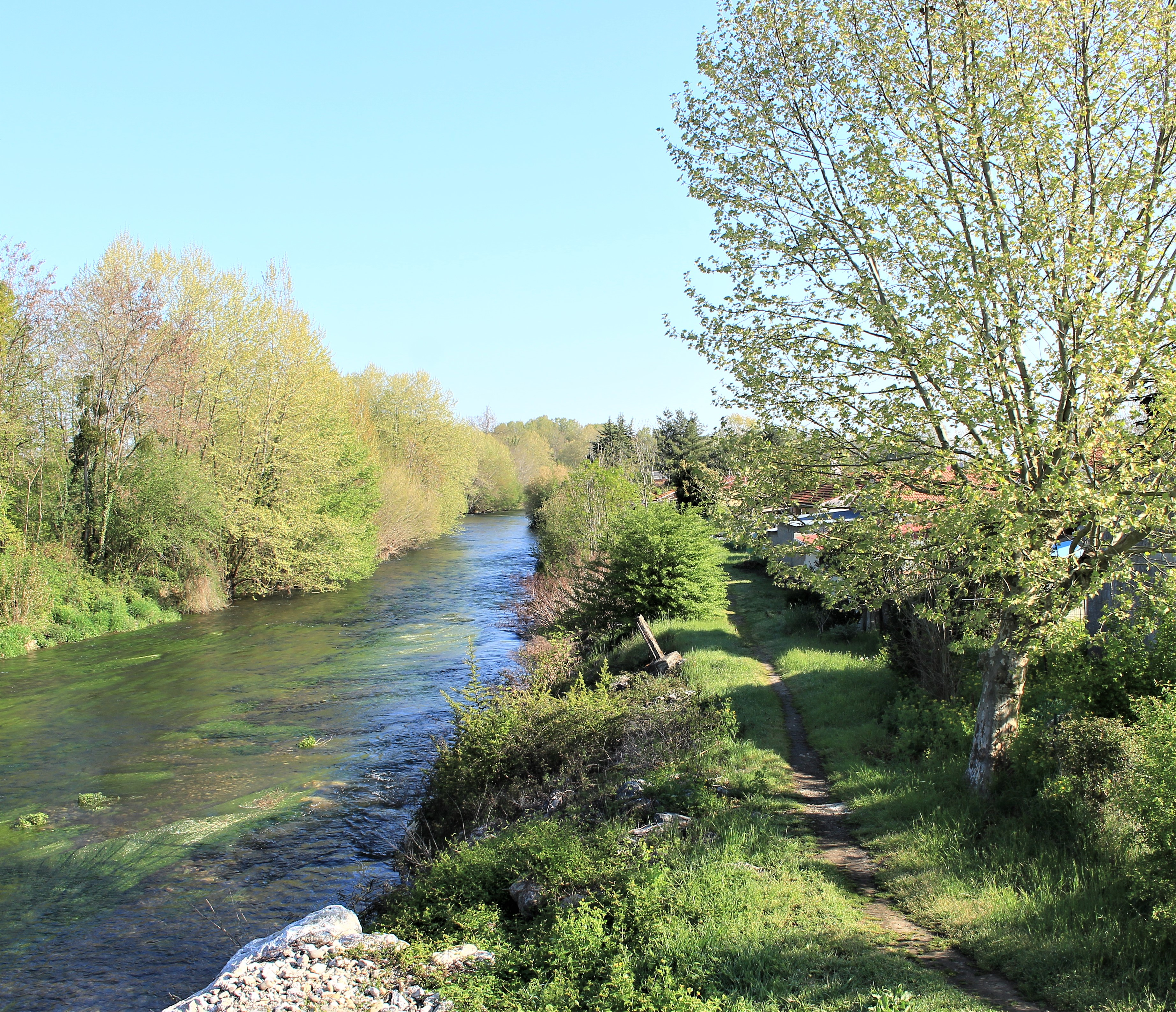
Sentier à Tostat

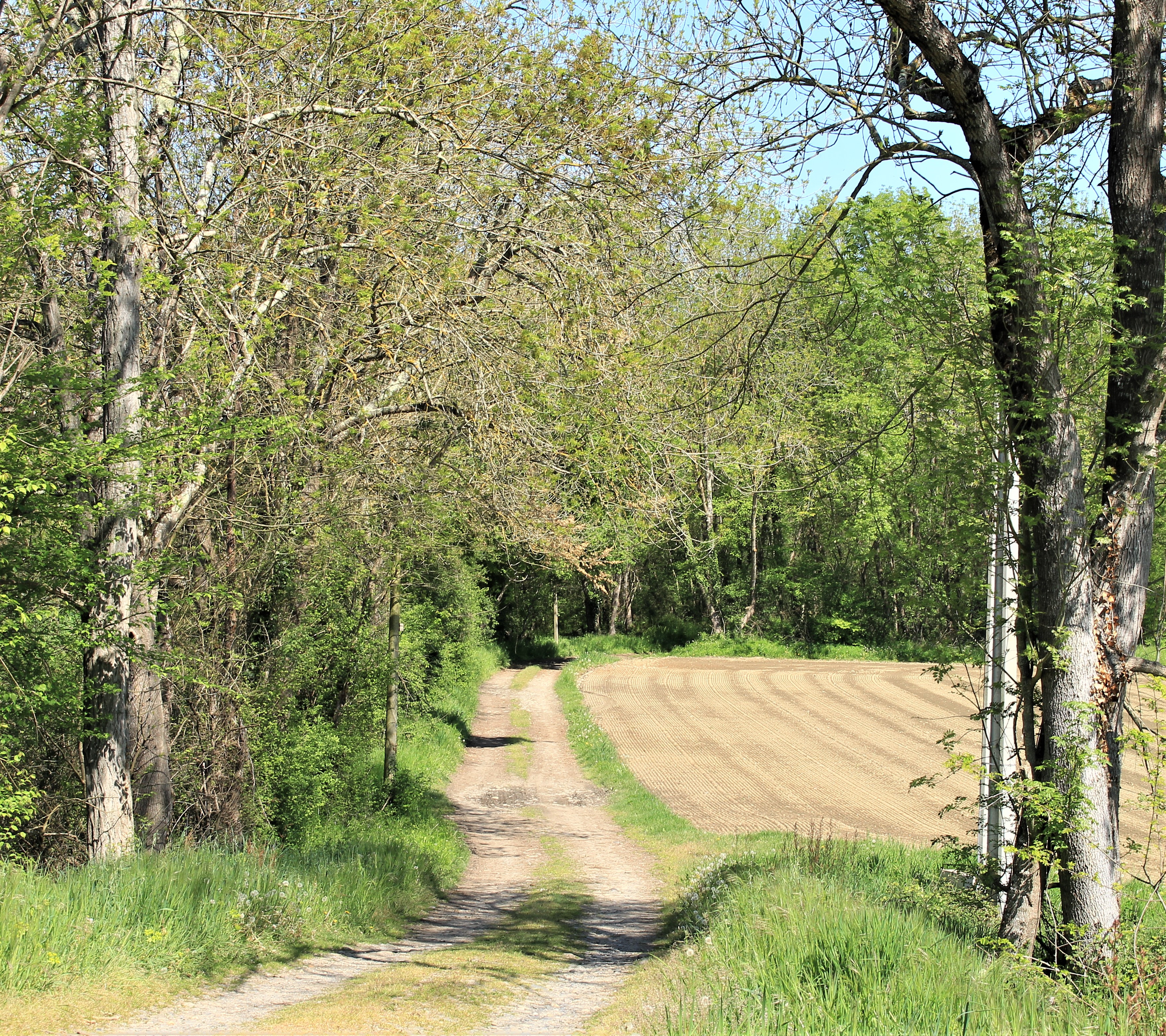
Sentier à Hères

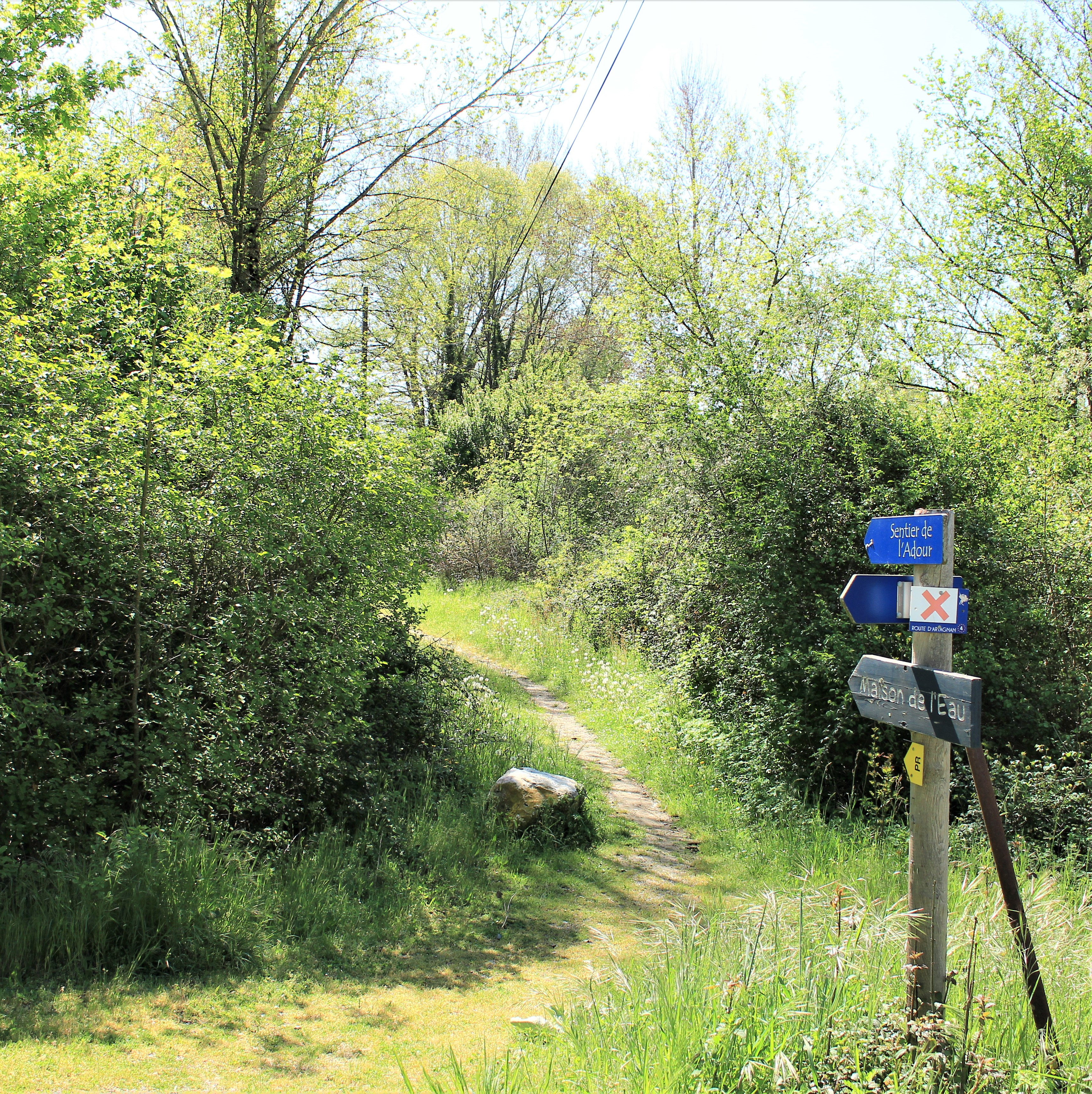
Sentier à Jû

La première étape part de Bazet jusqu'à Sarniguet.
L'étape démarre en prolongement du CaminAdour en partie nord des lacs de Bours-Bazet coté est de l'Adour en direction d'Aurensan où on bascule en partie ouest du fleuve.
- 2ème Étape du Sentier de l'Adour:

La deuxième étape part de Sarniguet, jusqu'à Bazillac.
L'étape s'élance de l'aire de pique-nique rue de l'Adour pour une traversée en partie est du village de Sarniguet où l'on passe devant l'église Saint-Pierre. On prend le chemin tout au bord de l'Adour en passant en rive est au pont entre les communes de Marsac et Tostat. On arrive au stade de football de Bazillac.
- 3ème Étape du Sentier de l'Adour:

La troisième étape part de Bazillac jusqu'à Artagnan.
On commence le circuit au stade de football de Bazillac puis on s'écarte à l'est de l'Adour pour monter vers le nord vers la D 934 puis la D 8 et se rendre juste avant la D 6, commune d'Artagnan.
- 4ème Étape du Sentier de l'Adour:

La quatrième étape part d'Artagnan jusqu'à Maubourguet.
On s'engage sur la D 6, pour traverser le bourg d'Artagnan auprès de l'église Saint-Nazaire. On continue le trajet en partie ouest du cours d'eau ou on peut faire un détour sur la colline de Lafitole pour y voir un beau panorama. Ensuite prendre la direction de l' église de l'Assomption à Maubourguet ou l'on croise la Via Tolosana.
- 5ème Étape du Sentier de l'Adour:

La cinquième étape part de Maubourguet jusqu'à Estirac.
Le parcours démarre sur la place de la halle à Maubourguet en rive est du fleuve pour arriver au centre du bourg d'Estirac et juste après le pont sur l'Adour.
- 6ème Étape du Sentier de l'Adour:

La sixième étape part d'Estirac jusqu'à Labatut-Rivière.
L'étape s'élance côté ouest du village et du fleuve jusqu'au Haut-du-village de Labatut-Rivière où on change de berge en passant en partie est. Le tracé passe devant l'église de l'Assomption et le château de Labatut et arrive à l'aire de pique-nique à côté des installations sportives juste après le pont sur l'Adour.
- 7ème Étape du Sentier de l'Adour:

La septième étape part de Labatut-Rivière jusqu'à Hères.
Le tracé passe auprès de l'Adour (ouest) pour un tronçon très court puis s'écarte du ruisseau pour emprunter une route départementale. Le parcours traverse Hères et se termine au nord du village au bord de l'ancien pont franchissant l'Adour.
- 8ème Étape du Sentier de l'Adour:

La huitième étape part de Hères jusqu'à Jû-Belloc.
Le trajet en rive est de l'Adour rejoint Jû dans le Gers et continue jusqu'à l'arrivée à la maison de l'eau de Belloc. A proximité on peut passer voir l'église Saint-Jean-Baptiste de Mazères.
- 9ème Étape du Sentier de l'Adour:

La neuvième étape part de Jû-Belloc jusqu'à Préchac-sur-Adour.
Au départ de la maison de l'eau de Belloc on file vers le lac de Préchac-sur-Adour, le tracé circulant entre l'Adour et le canal d'Alaric.
- 10ème Étape du Sentier de l'Adour:

La dixième étape part de Préchac-sur-Adour jusqu'à Cahuzac-sur-Adour.
Depuis le lac de Préchac-sur-Adour on se dirige vers Galiax puis prendre la direction de Tasque pour y voir l'église Saint-Pierre ancienne abbatiale. On contourne le petit étang puis traverse les sablières pour arriver au nord du bourg de Cahuzac-sur-Adour.
- 11ème Étape du Sentier de l'Adour:

La onzième étape part de Cahuzac-sur-Adour jusqu'à Riscle.
En partie sud de l'Adour le tracé suit des chemins puis on traverse le fleuve sur une passerelle et contourne des étangs pour parvenir au nord de Riscle.
- 12ème Étape du Sentier de l'Adour:

La douzième étape part de Riscle jusqu'à Tarsac.
Très court tronçon en rive nord de l'Adour sur des sentiers en passant au plus près du cours d'eau jusqu'à la passerelle qui passe sur un chenal nous permet d'arriver au sud de Tarsac.
- 13ème Étape du Sentier de l'Adour:

La treizième étape part de Tarsac jusqu'à Saint-Mont.
On reste en partie nord de l'Adour en suivant les méandres de l'Adour jusqu'en partie nord de Saint-Mont dont le village est au sud du ruisseau. On y atteint un espace parking et pique-nique.
- 14ème Étape du Sentier de l'Adour:

La quatorzième étape part de Saint-Mont jusqu'à Gée-Rivière.
On part de Saint-Mont en s'écartant du fleuve en suivant la digue du moulin de Corneillan puis passer au-dessus du canal de Pesqué. On dépasse l'église Saint-Sernin pour arriver en face de la mairie à l'aire de pique-nique.
- 15ème Étape du Sentier de l'Adour:

La quinzième étape part de Gée-Rivière jusqu'à Barcelonne-du-Gers.
Depuis la mairie de Gée-Rivière traverser le pont du canal en direction sud-est de Barcelonne-du-Gers ou le sentier de l’Adour rejoint la Via Podiensis du chemin de Compostelle, (GR65). Prendre au sud de la ville ou on accède en amont du pont.

## Équipements
Le revêtement est de type naturel selon les voies empruntées. 
S’agissant d’un itinéraire naturel, il comprend inévitablement des traversées de carrefour (rue, route départementale, chemin sans barrières sécurités et d’un franchissement aisé.
Des points pique-nique, bancs et accroche-vélos ont été installés tout le long du tracé.

## Galerie d'images

Sélection de vues des affichages
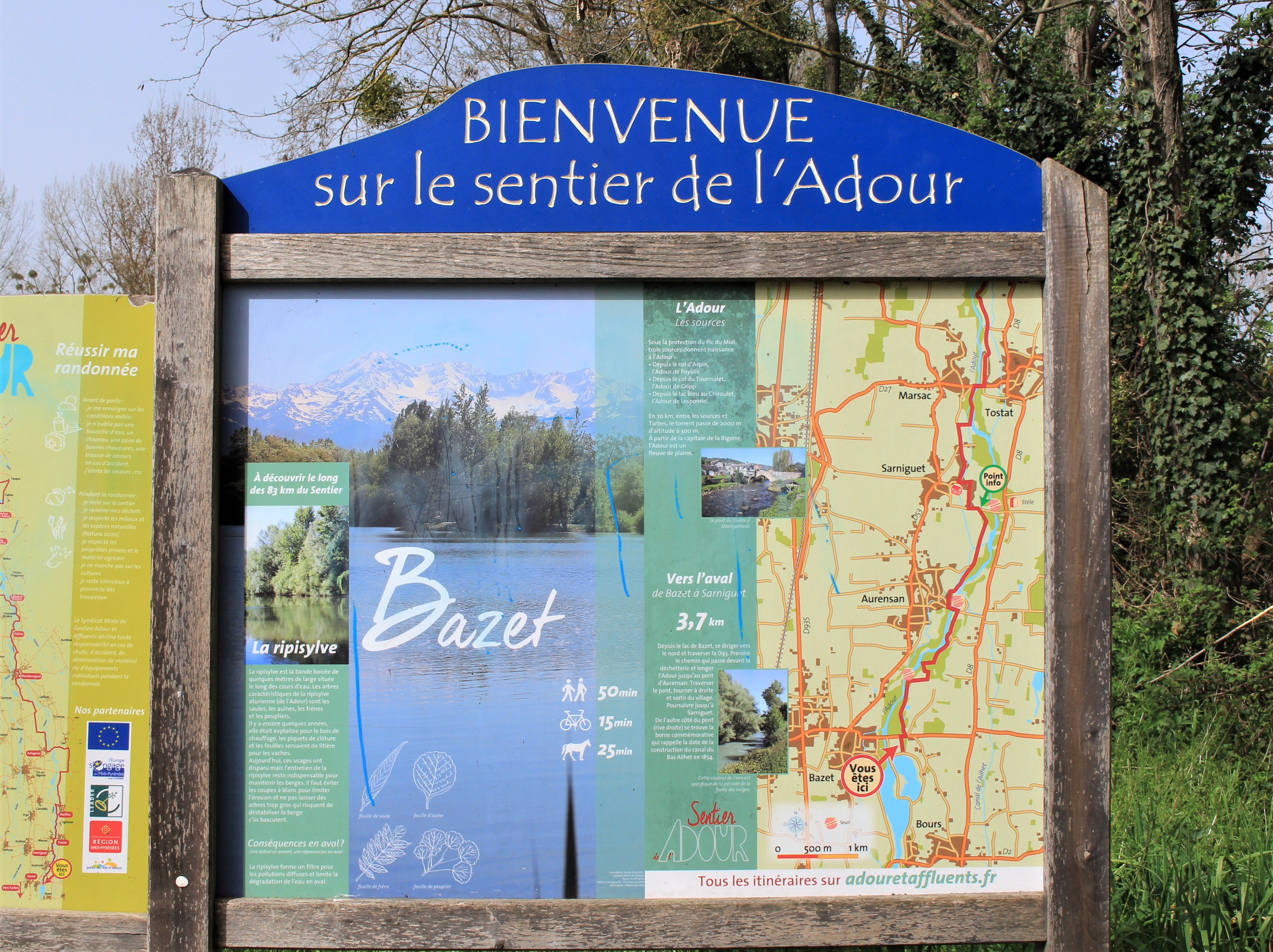
Panneau à Bazet.
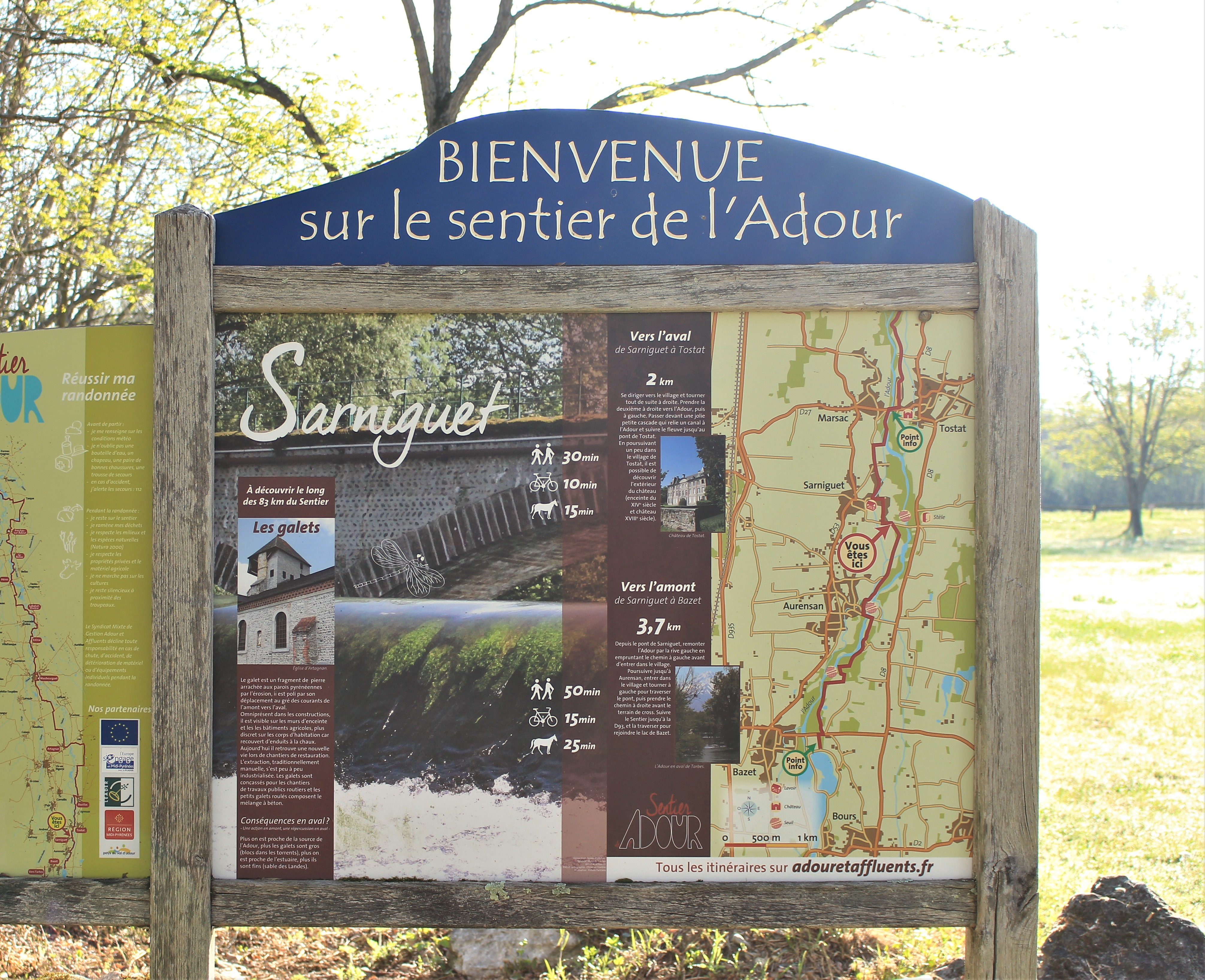
Panneau à Sarniguet.
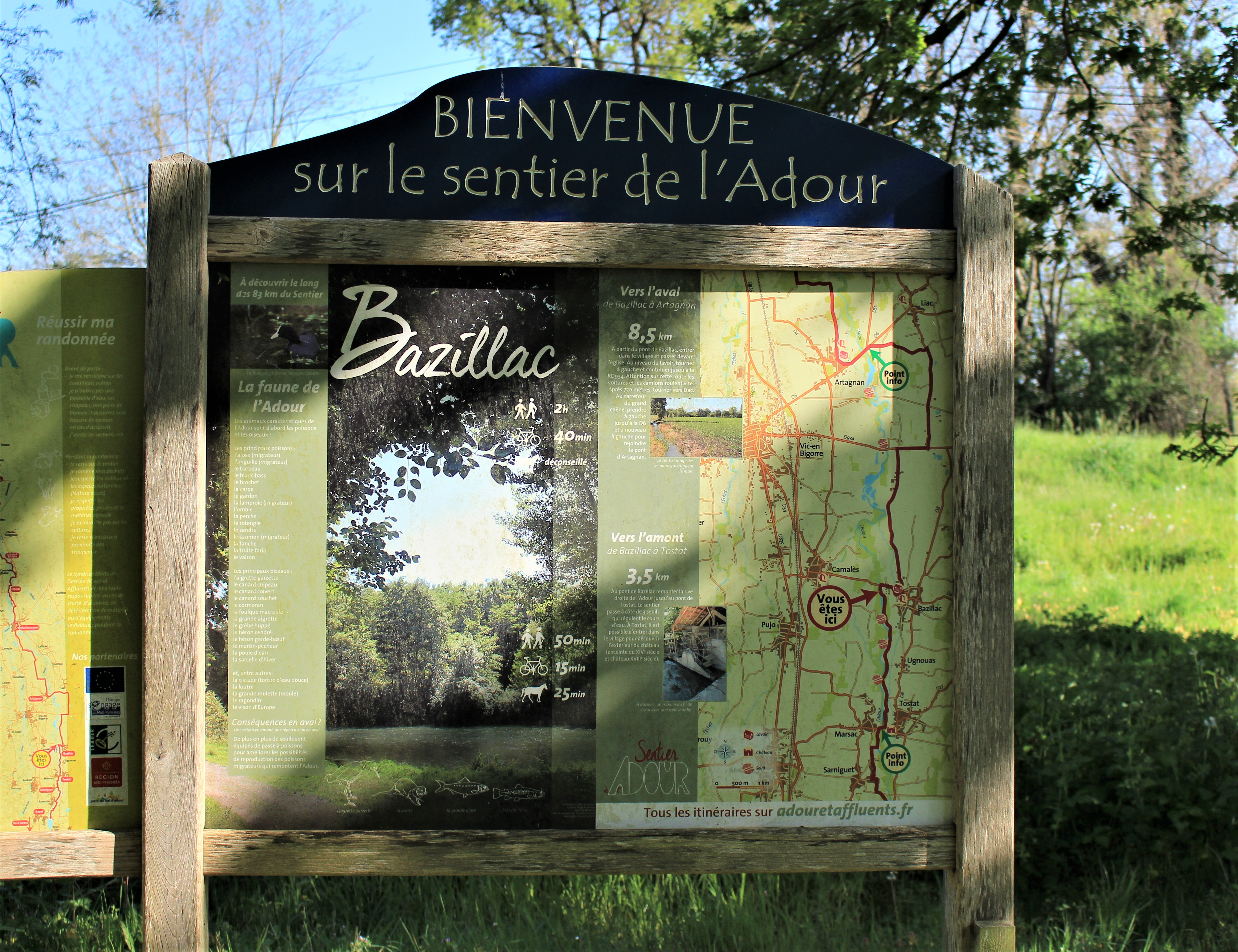
Panneau à Bazillac.
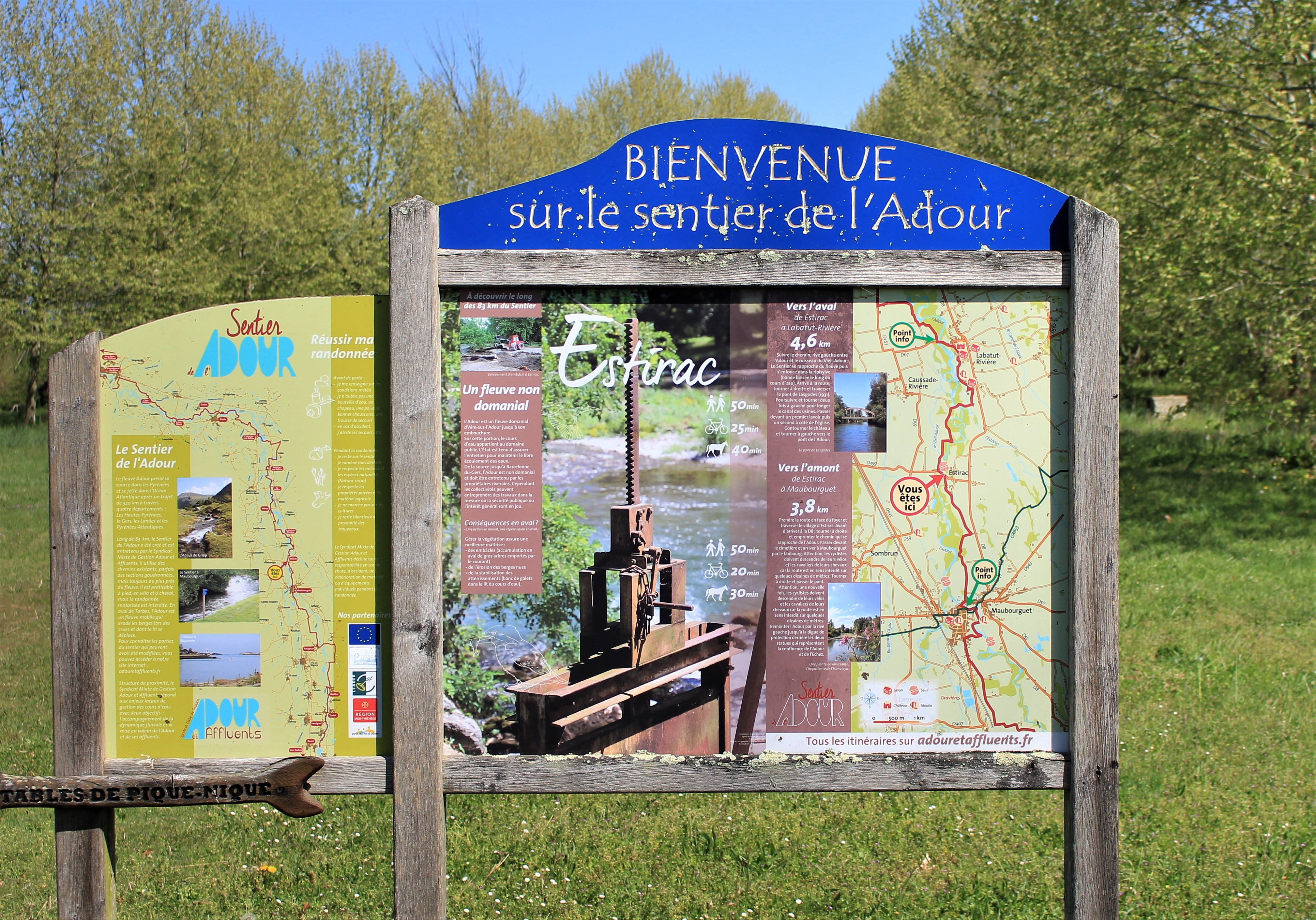
Panneau à Estirac.
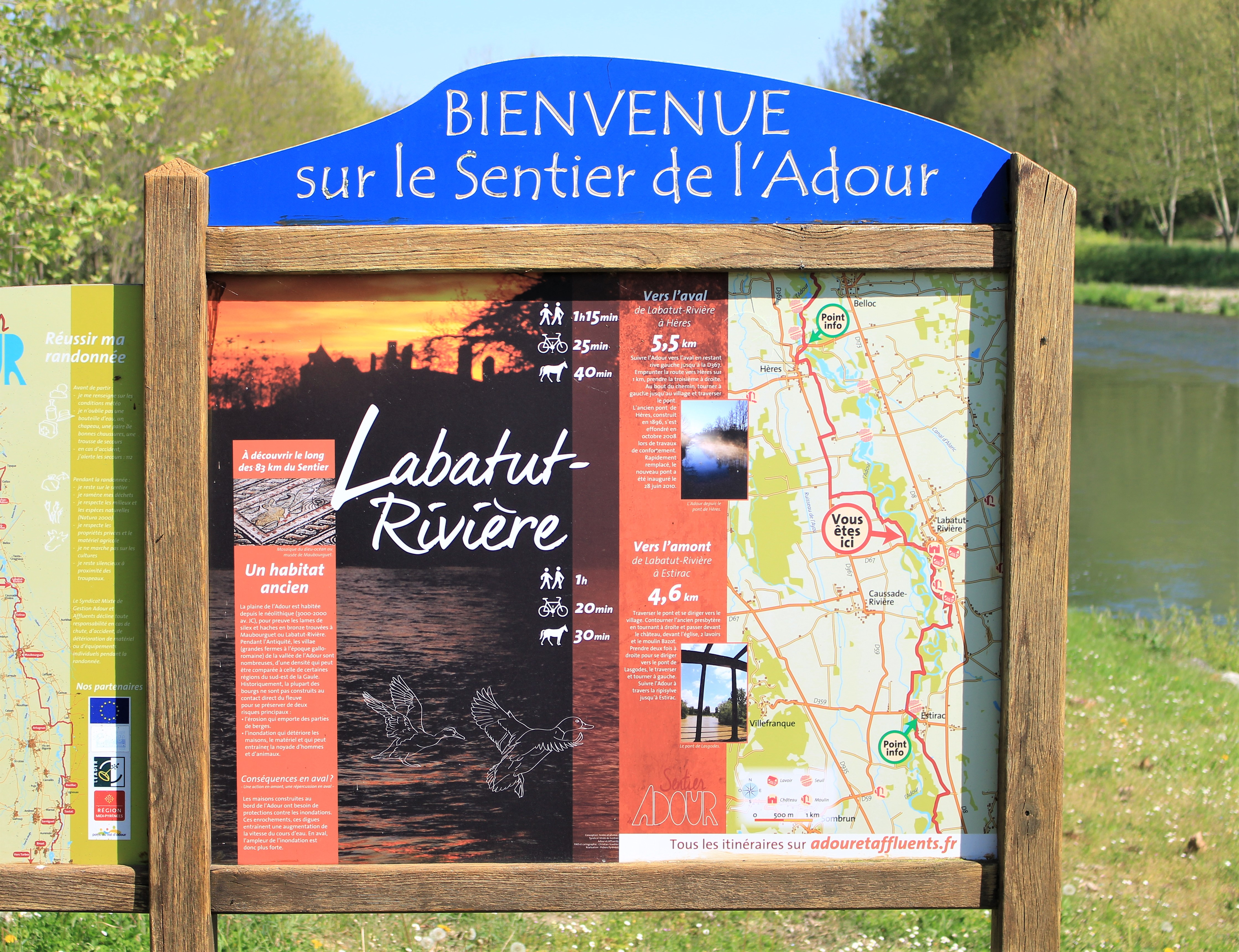
Panneau à Labatut.
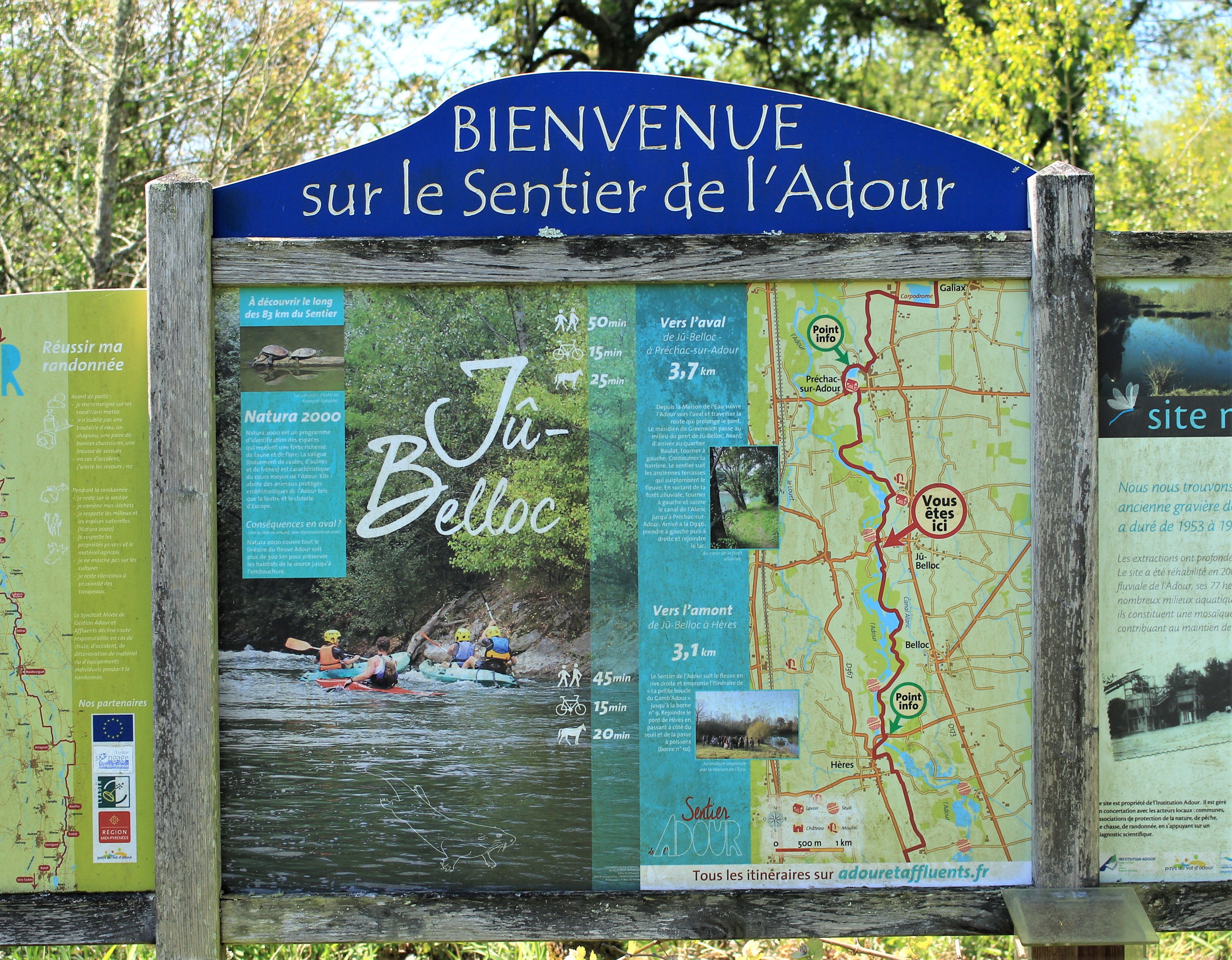
Panneau à Jû-Belloc.
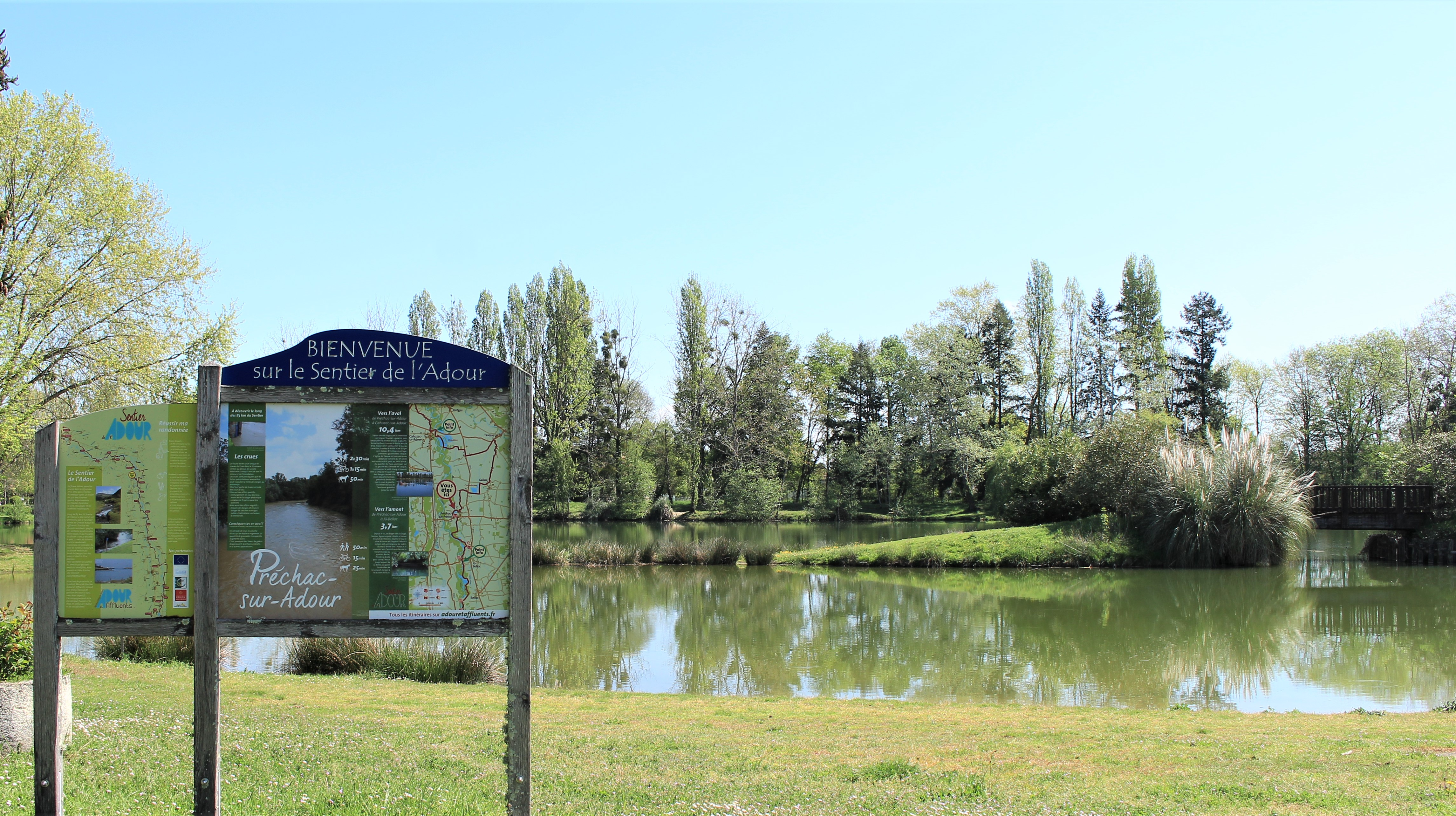
Panneau à Préchac.

## Patrimoine visité
- Église de Tostat.
- Église de l'Assomption de Maubourguet.
- L'église du XIIe siècle Saint-Jean-Baptiste de Préchac-sur-Adour.
- Le lac de Préchac-sur-Adour.
- Église Saint-Pierre de Tasque.
- Église Saint-Pierre de Riscle.
- Église Saint-Jean-Baptiste de Saint-Mont.
- Viaduc Eiffel de la voie ferrée de Tarsac.
- Église Notre-Dame-du-Mont-Carmel de Barcelonne-du-Gers.

Sélection de vues du patrimoine
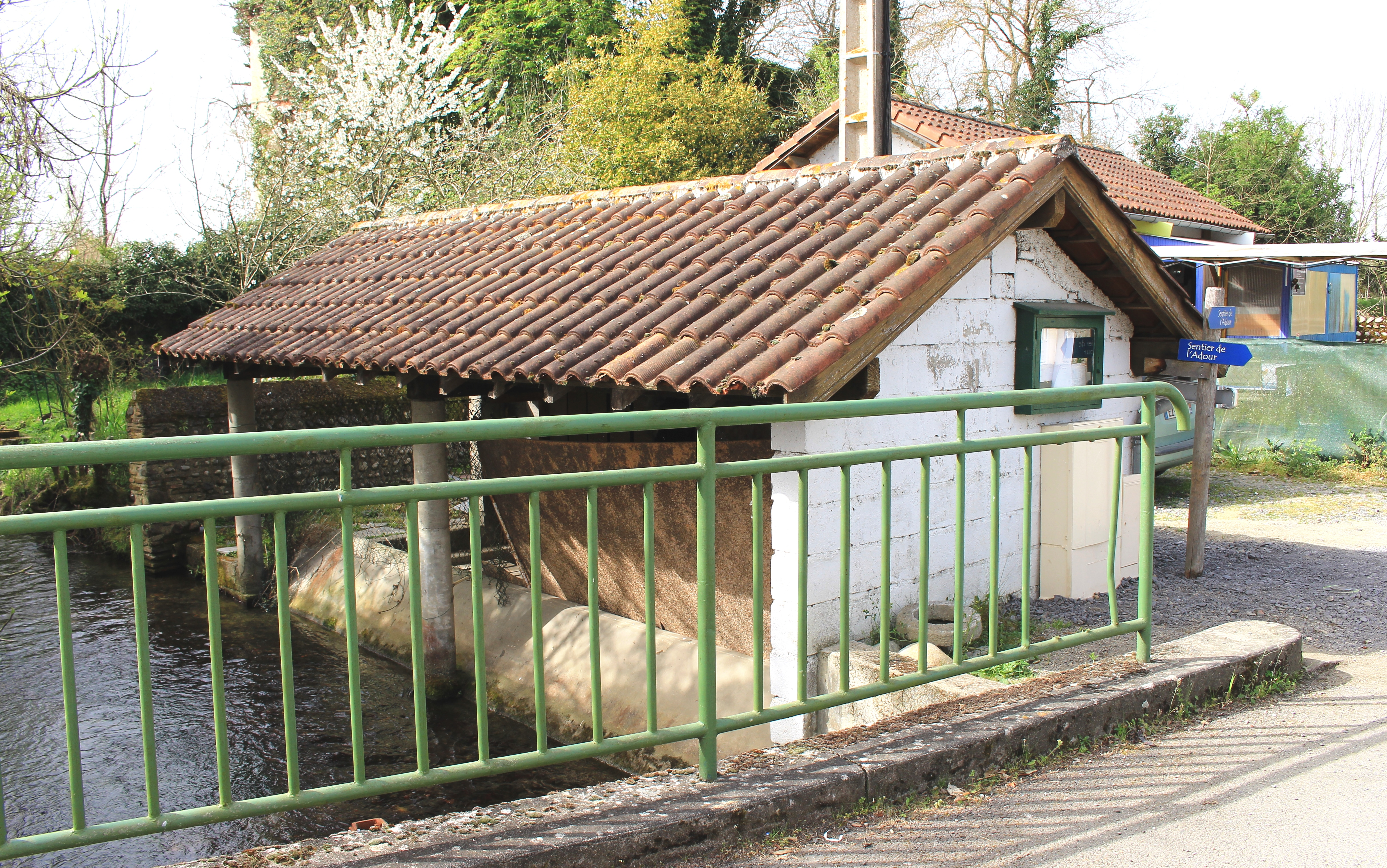
Lavoir de Sarniguet.
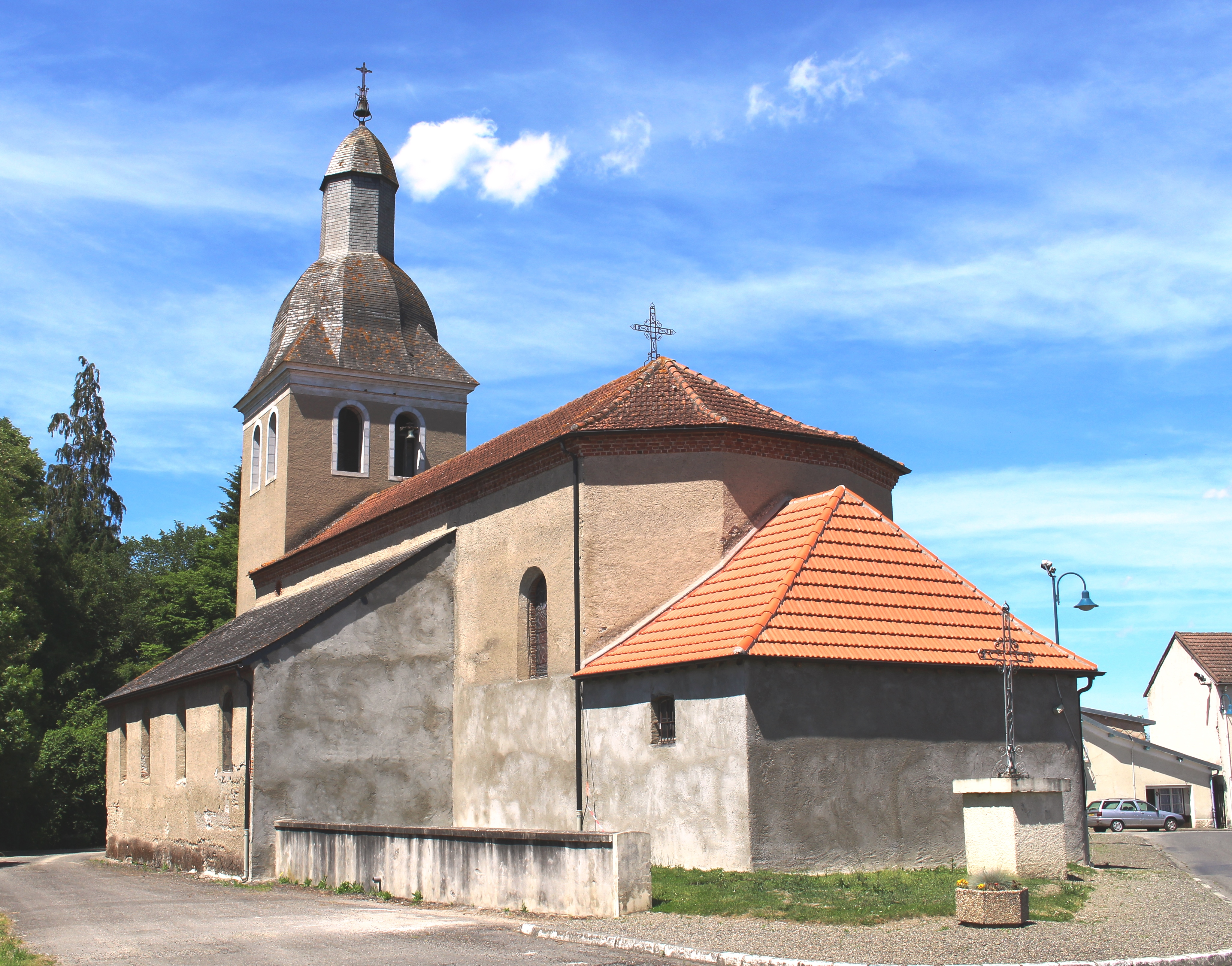
Église de Tostat.
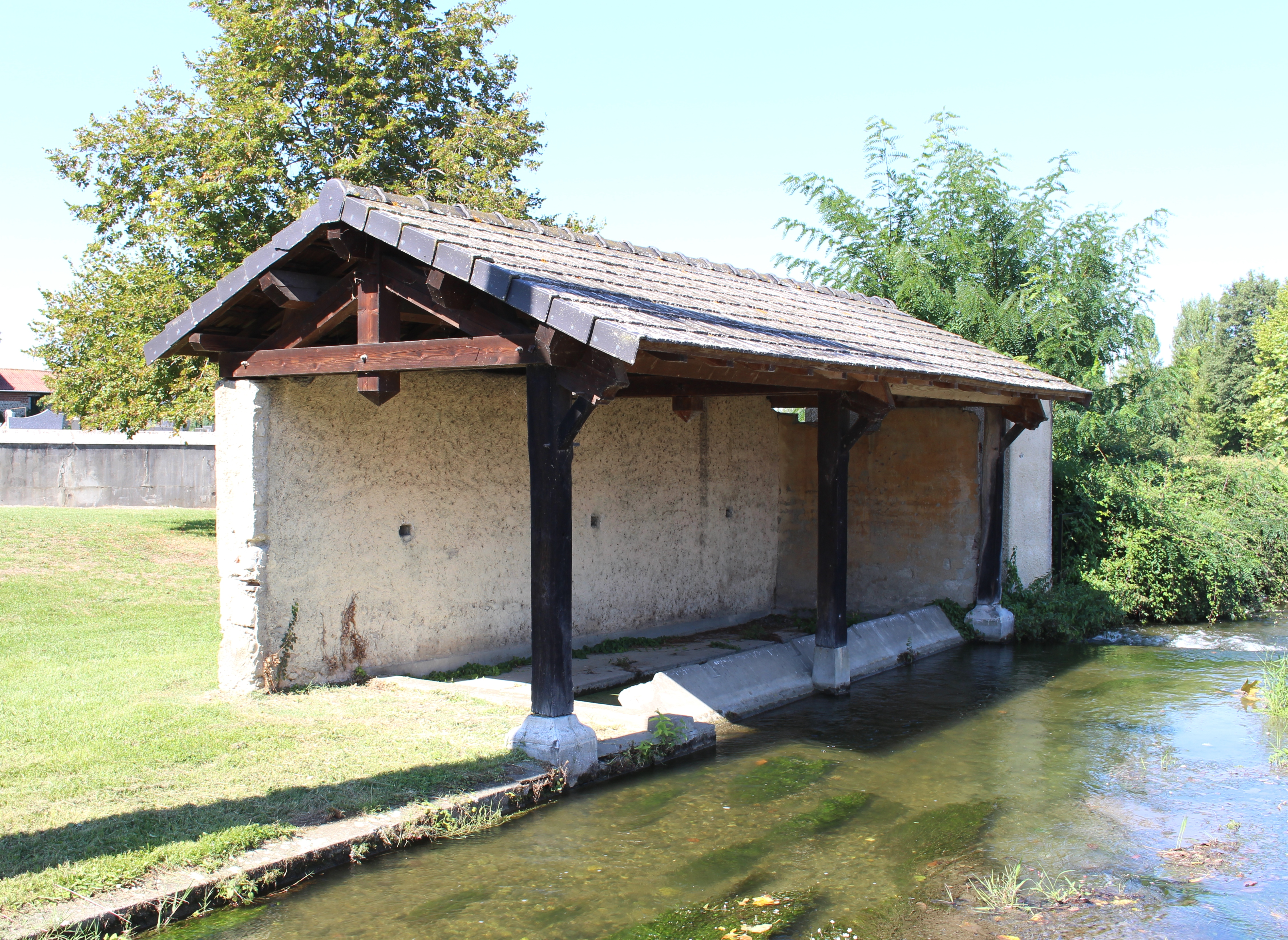
Lavoir de Bazillac.
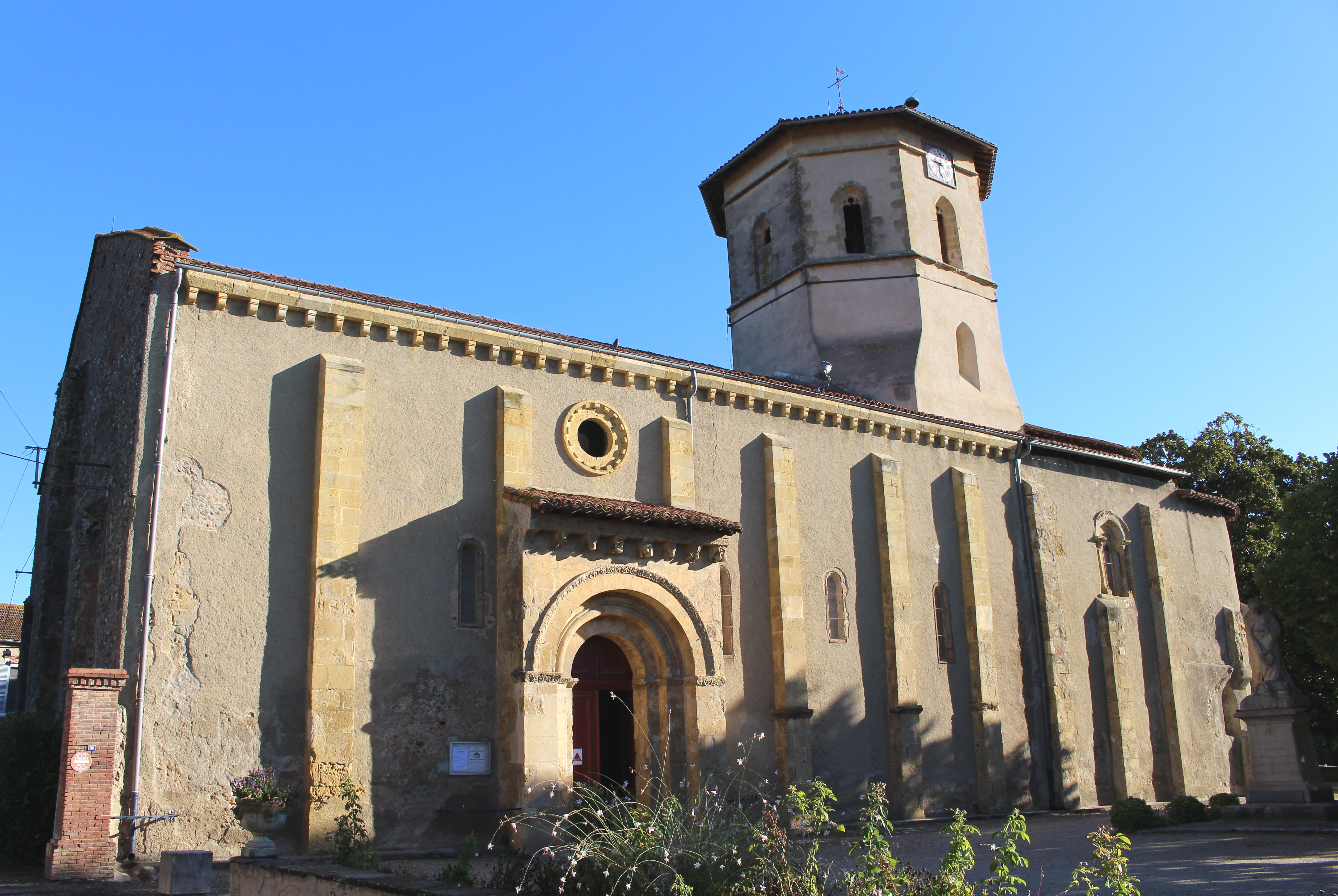
Église de Maubourguet.
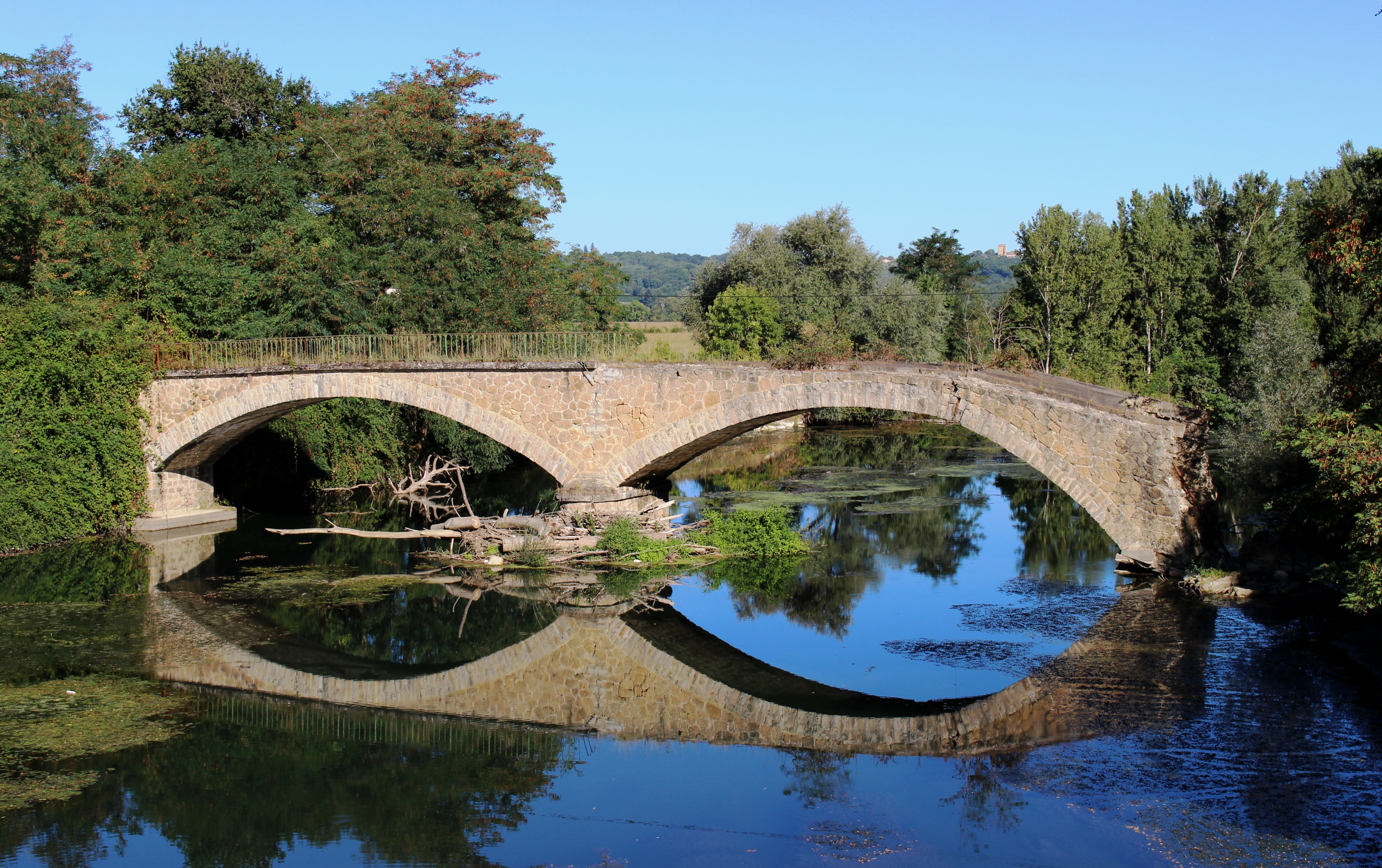
Pont de Hères.
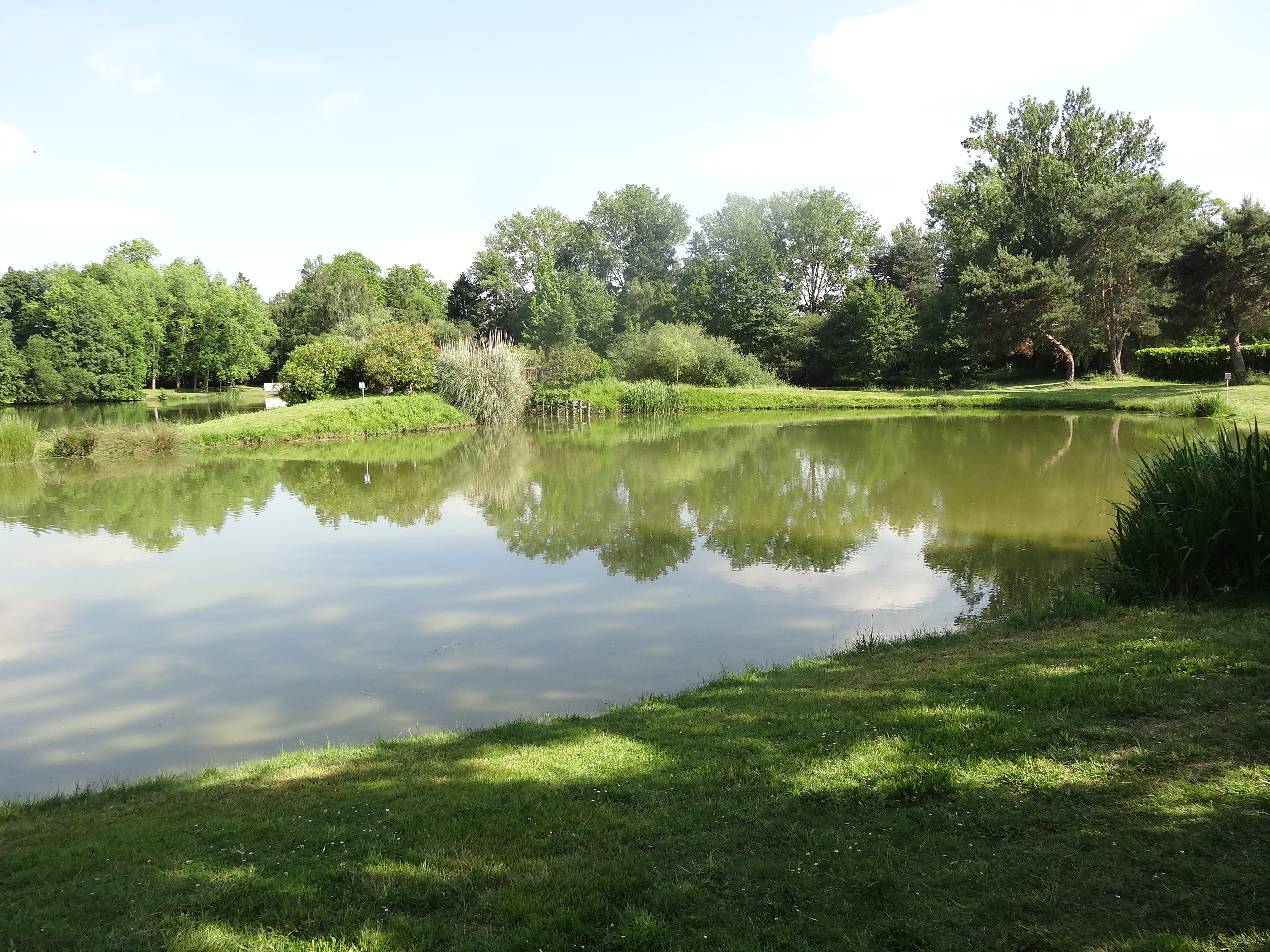
Le lac de Préchac-sur-Adour.
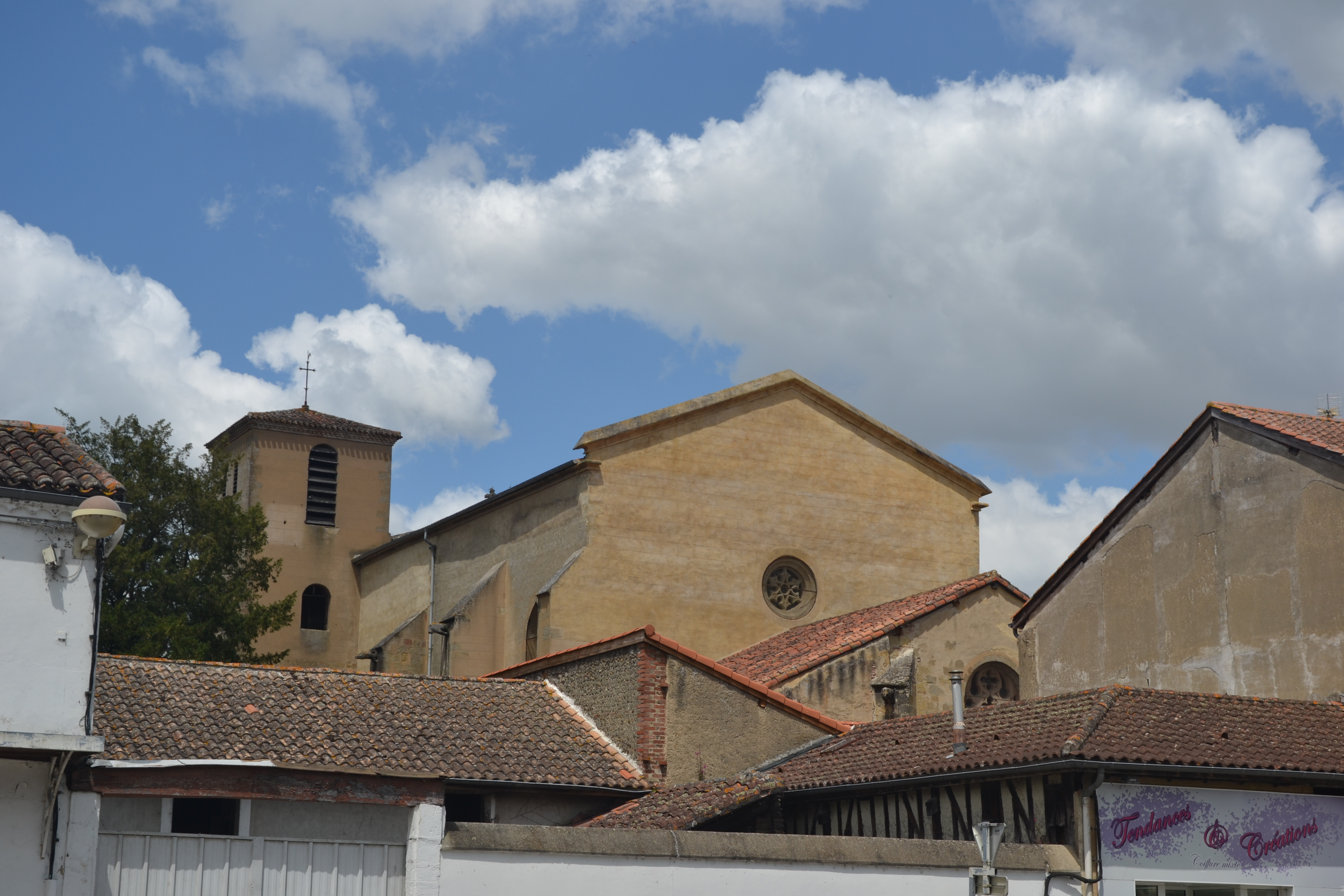
Église Notre-Dame-du-Mont-Carmel de Barcelonne-du-Gers.

## Liaison avec d'autres sentiers

### Sentiers de grande randonnée
Sur plusieurs tronçons, le sentier de l'Adour partage son tracé avec les sentiers de grande randonnée du GR 65 et du GR 653.

### Sentiers promenade et randonnée
Le GRP fait le lien avec de nombreux sentier de randonnée, sentiers de découverte et
voie verte :
- La voie verte du CaminAdour